# Ibn Shahrashub
Abū ʿAbd Allāh Muḥammad b. ʿAlī b. Shahr Āshūb Sarawī Māzandarānī (in persiano ابو عبدالله محمّد بن علي ابن شهر آشوب سَرَوي مازندراني‎; Sari, 1095 – Aleppo, 2 settembre 1192) è stato un giurista persiano, molto apprezzato anche come tradizionista.

## Biografia
Più noto con il nasab di Ibn Shahrāshūb (Farsi إبن شهرآشوب), e per il laqab di "Rashīd al-Dīn" (Ben guidato della religione) e di "ʿIzz al-Dīn" (Potenza della Religione), fu uno studioso sciita imamita di fiqh e di ḥadīth, vissuto tra il V e il VI secolo. Fu autore di vari scritti, quali l'al-Manāqib Āl Abī Ṭālib e le Maʿālim al-ʿulamāʾ.
Studiò sotto la guida tra gli altri di Fattāl Nīshābūrī, dello sceicco al-Ṭabarsī, di Abū Manṣūr al-Ṭabarsī, di Abū l-Futūḥ Rāzī e di Quṭb al-Dīn Rāwandī. Tra i suoi discepoli figurano il mistico Ibn Zuhra e Yahya ibn Bitriq.

### Origini
Ibn Shahrāshūb nacque nel 1095 o 1096, si ipotizza (a causa della sua nisba) in un villaggio di nome Sārī, in Mazandaran (attuale Provincia dell'Iran). Esistono altre fonti che però parlano di Baghdad.
Operò comunque nella capitale abbaside, recandosi poi anche ad Hilla nel 1172 e ad Aleppo nel 1178.

Ibn Shahrāshūb fu particolarmente apprezzato dall'ambiente sciita ma non mancarono anche sunniti che espressero la loro stima per lui e i suoi contributi. È il caso di Ṣalāḥ al-Dīn Ṣafadī, che scrisse: 

## Maestri
- Shaykh Shahrāshūb (nonno di Ibn Shahrāshūb)
- Shaykh ʿAlī (padre di Ibn Shahrāshūb)
- Fattāl Nīshābūrī, autore del libro Rawḍat al-wāʿiẓīn
- Shaykh Ṭabarsī, autore del Majmaʿ al-bayān
- Abū Manṣūr Ṭabarsī, autore dell'al-Iḥtijāj
- Abū l-Futūḥ al-Rāzī, autore del tafsīr Rawd al-jinān
- ʿAbd al-Jalīl Qazwīnī al-Rāzī, autore dell'al-Naqd
- Abū l-Fatḥ al-Āmidī
- Quṭb al-Dīn Rāwandī, autore dell'al-Kharaʾij wa al-jarāʾiḥ
- Jār Allāh Zamakhsharī, autore del tafsīr al-Kashshāf
- Abū al-Ḥasan ʿAlī al-Bayḥāqī, noto come Ibn Funduq

## Discepoli
- Sayyid Muḥammad b. Zuhra al-Ḥalabī, noto come Ibn Zuhra
- Shaykh al-Dīn Abū l-Ḥasan ʿAlī b. Shaʿra al-Ḥilli
- Yaḥyā b. Biṭrīq
- Tarij al-Din Ḍarbī
- Shaykh Yaḥyā Surawī
- Yaḥyā b. Abī Ḥalabī
- Sayyid Kamāl al-Dīn Ḥaydar Ḥusaynī

## Opere
- Amthāl fī l-amthāl
- Anṣāb Āl Abī Ṭālib
- Asbāb al-nuzūl ʿalā madhhab Āl al-Rasūl (ṣallā Allāh ʿalayhi wa Ālihi wa l-salām)
- al-Awṣaf
- al-Fuṣūl fī al-naḥw
- al-Ḥāwī
- Bayān al-tanzīl
- al-Maḥzūn al-maknūn fī ʿuyūn al-Qurʾān
- Manāqib Āl Abī Ṭālib
- al-Mawālid
- al-Minhaj al-jadīda
- Maʿālim al-ʿulamāʾ
- Māʾidat al-fāʿida
- Mathālib al-nawāṣib
- Mutashābih al-Qurʾān wa mukhtalifuhu
- Nukhāb al-akhbār al-khaṣāʾiṣ al-fāṭimiyya
- al-Tarāʾif fī l-ḥudūd wa al-ḥaqāʾiq